# Olympische Sommerspiele 2016/Teilnehmer (Unabhängige Olympiateilnehmer)
| Gelbes Symbol für Goldmedaillen mit stilisierten Olympischen Ringen | Graues Symbol für Silbermedaillen mit stilisierten Olympischen Ringen | Braundes Symbol für Bronzemedaillen mit stilisierten Olympischen Ringen |
| ------------------------------------------------------------------- | --------------------------------------------------------------------- | ----------------------------------------------------------------------- |
| 1                                                                   | —                                                                     | 1                                                                       |

Das Team der unabhängigen Olympiateilnehmer, kurz Team IOT war die Bezeichnung der Mannschaft kuwaitischer Sportler, die bei den Olympischen Spielen 2016 in Rio de Janeiro als unabhängige Olympiateilnehmer starteten. Hintergrund war, dass das Nationale Olympische Komitee Kuwaits aufgrund politischer Einmischung im Oktober 2015 vom IOC an der Teilnahme an den Spielen in Rio ausgeschlossen wurde.
Als Symbole der Mannschaft wurden die olympische Flagge und die olympische Hymne verwendet. Das Team war nicht zu verwechseln mit dem Flüchtlingsteam, das ebenfalls unter olympischer Flagge auflief. Der bis dato erfolgreichste kuwaitische Athlet, der Sportschütze Fehaid al-Deehani, weigerte sich, beim Einmarsch die Fahne des Teams zu tragen, da er als Soldat nur die Flagge Kuwaits tragen könne.
Fehaid al-Deehani gewann den Wettkampf im Doppeltrap und war damit der erste kuwaitische und gleichzeitig der erste unabhängige Sportler, der bei Olympischen Spielen Gold und überhaupt eine Medaille gewann. Bei seinem Sieg ist keine Hymne gespielt worden. Abdullah al-Rashidi gewann zudem im Skeet die Bronzemedaille. Im Wettkampf trug er ein Trikot des FC Arsenal.

## Teilnehmer nach Sportarten

### Fechten
| Athleten            | Wettbewerb   | 1. Runde     | 1. Runde | 2. Runde      | 2. Runde      | Achtelfinale  | Achtelfinale  | Viertelfinale | Viertelfinale | Halbfinale / Klassifikation | Halbfinale / Klassifikation | Finale / Platzierung | Finale / Platzierung | Rang          |
| Athleten            | Wettbewerb   | Gegner       | Ergebnis | Gegner        | Ergebnis      | Gegner        | Ergebnis      | Gegner        | Ergebnis      | Gegner                      | Ergebnis                    | Gegner               | Ergebnis             | Rang          |
| ------------------- | ------------ | ------------ | -------- | ------------- | ------------- | ------------- | ------------- | ------------- | ------------- | --------------------------- | --------------------------- | -------------------- | -------------------- | ------------- |
| Männer              |              |              |          |               |               |               |               |               |               |                             |                             |                      |                      |               |
| Abdulaziz al-Shatti | Degen Einzel | András Rédli | 13:14    | ausgeschieden | ausgeschieden | ausgeschieden | ausgeschieden | ausgeschieden | ausgeschieden | ausgeschieden               | ausgeschieden               | ausgeschieden        | ausgeschieden        | ausgeschieden |

### Schießen
| Athleten              | Wettbewerb | Qualifikation   | Qualifikation | Halbfinale      | Halbfinale    | Finale          | Finale        | Ringe/ Scheiben | Rang   |
| Athleten              | Wettbewerb | Ringe/ Scheiben | Rang          | Ringe/ Scheiben | Rang          | Ringe/ Scheiben | Rang          | Ringe/ Scheiben | Rang   |
| --------------------- | ---------- | --------------- | ------------- | --------------- | ------------- | --------------- | ------------- | --------------- | ------ |
| Männer                |            |                 |               |                 |               |                 |               |                 |        |
| Abdulrahman al-Faihan | Trap       | 115             | 14            | ausgeschieden   | ausgeschieden | ausgeschieden   | ausgeschieden | 115             | 14     |
| Khaled al-Mudhaf      | Trap       | 117             | 8             | ausgeschieden   | ausgeschieden | ausgeschieden   | ausgeschieden | 117             | 8      |
| Ahmad al-Afasi        | Doppeltrap | 128             | 15            | ausgeschieden   | ausgeschieden | ausgeschieden   | ausgeschieden | 128             | 15     |
| Fehaid al-Deehani     | Doppeltrap | 135             | 6             | 28              | 1             | 26              | 1             | 189             | Gold   |
| Abdullah al-Rashidi   | Skeet      | 123             | 1             | 14              | 4             | 16              | 3             | 153             | Bronze |
| Saud Habib            | Skeet      | 117             | 20            | ausgeschieden   | ausgeschieden | ausgeschieden   | ausgeschieden | 117             | 20     |

### Schwimmen
| Athleten    | Wettbewerb          | Vorlauf | Vorlauf | Halbfinale    | Halbfinale    | Finale        | Finale        | Rang |
| Athleten    | Wettbewerb          | Zeit    | Rang    | Zeit          | Rang          | Zeit          | Rang          | Rang |
| ----------- | ------------------- | ------- | ------- | ------------- | ------------- | ------------- | ------------- | ---- |
| Frauen      |                     |         |         |               |               |               |               |      |
| Faye Sultan | 50 m Freistil       | 26,86 s | 54      | ausgeschieden | ausgeschieden | ausgeschieden | ausgeschieden | 54   |
| Männer      |                     |         |         |               |               |               |               |      |
| Abbas Qali  | 100 m Schmetterling | 54,63 s | 36      | ausgeschieden | ausgeschieden | ausgeschieden | ausgeschieden | 36   |